# Ета
Ета (швед. Geta) — община на Аландских островах, Финляндия. Общая площадь территории — 606,48 км², из которых 522,14 км² — вода.

## Демография
На 31 января 2011 года в общине Ета проживают 474 человек: 245 мужчин и 229 женщин.
Финский язык является родным для 5,26 % жителей, шведский — для 91,37 %. Прочие языки являются родными для 3,37 % жителей общины.
Возрастной состав населения:
- до 14 лет — 14,14 %
- от 15 до 64 лет — 62,03 %
- от 65 лет — 24,05 %

Изменение численности населения по годам:
| Год  | Численность |
| ---- | ----------- |
| 1980 | 471         |
| 1990 | 478         |
| 2000 | 478         |
| 2010 | 475         |
| 2011 | 474         |